# Capital Combat
Capital Combat è stato un pay-per-view della World Championship Wrestling (WCW) prodotto sotto l'egida della National Wrestling Alliance (NWA). Ne andò in onda una sola edizione, datata 19 maggio 1990, che si tenne alla D.C. Armory di Washington D.C. Lo show fu un curioso tentativo di crossover tra cinema e wrestling in occasione dell'imminente uscita nelle sale del film RoboCop 2, con RoboCop che salvò Sting da un'aggressione da parte dei Four Horsemen durante il ppv.

## Evento
Il main event della serata fu lo steel cage match dove Ric Flair difese il titolo NWA World Heavyweight Championship contro Lex Luger pur perdendo per squalifica. Altri match di rilievo furono The Steiner Brothers (Rick & Scott) contro i Doom (Ron Simmons & Butch Reed) con in palio il WCW World Tag Team Championship, e Brian Pillman & Tom Zenk contro The Midnight Express (Bobby Eaton & Stan Lane) per gli NWA United States Tag Team Championship.

## Risultati
| N. | Risultati | Stipulazione                                                   | Durata |
| -- | --- | -------------------------------------------------------------- | ------ |
| 1  | Norman the Lunatic & The Road Warriors (Animal & Hawk) (con Paul Ellering) sconfiggono Bam Bam Bigelow, Cactus Jack & Kevin Sullivan (con Oliver Humperdink) | Six-man tag team match                                         | 09:38  |
| 2  | Mean Mark (con Teddy Long) sconfigge Johnny Ace | Single match                                                   | 10:41  |
| 3  | The Samoan SWAT Team (Fatu & The Samoan Savage) sconfiggono Mike Rotunda & Tommy Rich                                                                        | Tag team match                                                 | 17:54  |
| 4  | Paul Ellering sconfigge Teddy Long | Hair vs. Hair match                                            | 01:57  |
| 5  | The Midnight Express (Bobby Eaton & Stan Lane) sconfiggono Brian Pillman & Tom Zenk (c)                                                                      | Tag team match per gli NWA United States Tag Team Championship | 20:20  |
| 6  | The Rock 'n' Roll Express (Ricky Morton & Robert Gibson) sconfiggono The Freebirds (Jimmy Garvin & Michael Hayes)                                            | Corporal Punishment match                                      | 18:33  |
| 7  | Doom (Butch Reed & Ron Simmons) (con Teddy Long) sconfiggono The Steiner Brothers (Rick Steiner & Scott Steiner) (c)                                         | Tag team match per gli NWA World Tag Team Championship         | 19:14  |
| 8  | Lex Luger sconfigge Ric Flair (c) (con Woman) per squalifica                                                                                                 | Steel Cage match per l'NWA World Heavyweight Championship      | 17:21  |

## Accoglienza
Il segmento nel quale RoboCop salva Sting dalle grinfie dei Four Horsemen è stato spesso citato come uno dei peggiori in assoluto nella storia della WCW e uno di quegli eventi che contribuirono alla nascita del sito internet satirico WrestleCrap. Successive recensioni dello show presero in esame solo l'edizione home video della Turner che non includeva i primi tre incontri. In una recensione dell'evento datata 2008, il recensore J.D. Dunn assegnò allo show un voto di 8.5 su 10, scrivendo: "Molte persone lo ricordano per il ridicolo segmento con Robocop, ma il wrestling lottato fu veramente stellare in questo show". Il main event Flair vs. Luger è stato incluso nel DVD The Greatest Cage Matches of All Time prodotto dalla WWE e pubblicato nel 2011.